# Euquelade (satélite)
Euquelade  (do grego Ευκελαδη) ou Júpiter XLVII é um satélite irregular retrógrado de Júpiter.
Foi descoberto em 2003 por um grupo de astrônomos da Universidade do Havaí comandado por Scott S. Sheppard, que deu ao satélite a designação temporária de S/2003 J 1.
A lua Euquelade possui cerca de 4 quilômetros de diâmetro, e orbita Júpiter a uma distância média de 23.484 Mm (megâmetros) em 735,200 dias, com uma inclinação de 164º em relação à eclíptica (165º em relação ao plano equatorial de Júpiter), em uma direção retrógrada de excentricidade orbital de 0,2829.
O satélite foi batizado em Março de 2005, em homenagem a Euquelade, descrita por alguns escritores gregos como uma das Musas, além de ser filha de Zeus (Júpiter).
O satélite Euquelade pertence ao Grupo Carme, composto de luas irregulares retrógradas que orbitam Júpiter a uma distância que varia entre 23 e 24 Gm (gigâmetros) com uma inclinação em torno de 165º.